# Dennis King (attore)
Dennis King, nato Dennis Pratt (Coventry, 2 novembre 1897 – New York, 21 maggio 1971), è stato un attore e cantante britannico.

## Biografia
King iniziò la sua carriera come attore in drammi teatrali, recitando molte tragedie di Shakespeare, ma anche in opere musicali. Nel 1921 la sua famiglia si trasferì negli Stati Uniti d'America per cercare fortuna e King intraprese la carriera cinematografica, tralasciando quella del teatro.
Recitò prevalentemente in film di genere musicale, tra cui Fra Diavolo (1933), dove interpretò il famoso bandito italiano che, assieme agli inetti compari Stanlio & Ollio, tenta una truffa spacciandosi per il Marchese di San Marco. 
In occasione della distribuzione del film in Italia, l'attore fu doppiato da Giulio Panicali e nelle parti cantate dal baritono Tito Gobbi, essendo il film tratto da un'opera ottocentesca di Daniel Auber. 
King interpretò anche altri ruoli meno leggeri, soprattutto in numerose serie televisive prodotte tra il 1950 e il 1960.
Morì nel 1971, all'età di 73 anni.

## Filmografia

### Cinema
- Se io fossi re (The Vagabond King), regia di Ludwig Berger (1930)
- Paramount Revue (Paramount on Parade), regia di Dorothy Arzner e Otto Brower (1930)
- Fra Diavolo (The Devil's Brother), regia di Hal Roach e Charley Rogers (1933)
- Tra due mondi (Between Two Worlds), regia di Edward A. Blatt (1944)
- Vento di tempesta (The Miracle), regia di Irving Rapper (1959)
- Some Kind of a Nut, regia di Garson Kanin (1969)

### Televisione
- Actor's Studio – serie TV, episodio 1x06 (1948)
- The Philco Television Playhouse – serie TV, 5 episodi (1948-1949)
- The Chevrolet Tele-Theatre – serie TV, 2 episodi (1949-1950)
- Pulitzer Prize Playhouse – serie TV, episodio 1x07 (1950)
- Musical Comedy Time – serie TV, episodio 1x07 (1950)
- Somerset Maugham TV Theatre – serie TV, episodio 2x06 (1951)
- Studio One – serie TV, episodio 5x06 (1952)
- Four Star Revue – serie TV, episodio 3x19 (1953)
- The Philip Morris Playhouse – serie TV, episodio 1x12 (1953)
- Climax! – serie TV, episodio 1x04 (1954)
- The Motorola Television Hour – serie TV, episodio 1x07 (1954)
- General Electric Theater – serie TV, episodi 3x10-4x39 (1954-1956)
- The Devil's Disciple, regia di George Schaefer (1955) – film TV
- Producers' Showcase – serie TV, episodio 3x03 (1956)
- The Alcoa Hour – serie TV, episodio 2x05 (1956)
- Twelfth Night, regia di David Greene (1957) – film TV
- The DuPont Show of the Month – serie TV, episodio 1x06 (1958)
- Playhouse 90 – serie TV, episodi 2x34, 2x38 (1958)
- Play of the Week – serie TV, episodio 1x19 (1960)
- The Bell Telephone Hour – serie TV, episodio 2x11 (1960)
- Don Juan in Hell, regia di Don Richardson (1960) – film TV
- Give Us Barabbas!, regia di George Schaefer (1961) – film TV
- The New Breed – serie TV, episodio 1x08 (1961)
- Alfred Hitchcock presenta (Alfred Hitchcock Presents) – serie TV episodio 7x27 (1962)
- Chronicle – serie TV (1963)